# Stara Hutîska, Izeaslav
Stara Hutîska (în ucraineană Стара Гутиська) este un sat în comuna Șekerînți din raionul Izeaslav, regiunea Hmelnîțkîi, Ucraina.

## Demografie
Componența lingvistică a localității Stara Hutîska
     Ucraineană (100%)
Conform recensământului din 2001, toată populația localității Stara Hutîska era vorbitoare de ucraineană (100%).